# Лайош Яноші
Лайош Яноші (Яношші, угор. Jánossy Lajos; 2 березня 1912, Будапешт — 2 березня 1978, Будапешт) — угорський фізик, астрофізик і математик, член Угорської Академії наук і її віце-президент в 1958—1973 роках. Автор праць у галузях астрофізики, ядерної фізики, теорії відносності, квантової механіки, математичної фізики та статистики, а також електродинаміки і оптики.

## Біографія
Яноші був пасинком (старшим сином дружини) відомого марксистського філософа і політичного діяча Дьордя Лукача (1885—1971). Його рідним братом був економіст і інженер Ференц Яноші (1914—1997). Він одружився з колегою-фізиком Леоні Кан (1913—1966), з якою познайомився під час навчання в Берліні: вони стали батьками фізиків Міхая (1942—2004), Андраша (нар. 1944, член Угорської Академії наук) та Іштвана Яноші (нар. 1945), а також Ганни Яноші (1938—1999), дослідниці в галузі медицини.
Після падіння в 1919 році Угорської Радянської республіки, його мати і вітчим, Гертруда Бортштибер і Дьордь Лукач покинули країну, де панував білий терор, і переїхали до Відня. Таким чином, з 6-річного віку Яноші жив за кордоном: він навчався в університеті у Відні, а пізніше в Берліні. Працював у лабораторії Вернера Кольхерстера в Берліні (1934—1936), займаючись астрофізикою, поки йому з дружиною знову не довелося емігрувати, цього разу від нацистського режиму. Він почав співпрацювати з П. М. С. Блекеттом, майбутнім лауреатом Нобелівської премії 1948 року, у галузі вивчення космічного випромінювання в Біркбек-коледжі Лондонського університету, а потім в Манчестерському університеті. У 1940 році спільно з англійським фізиком Джорджем Рочестером відкрив проникливі зливи в космічних променях. У 1947 році на запрошення Вальтера Гайтлера і Ервіна Шредінгера перейшов у Дублінський інститут перспективних досліджень в якості професора і керівника науково-дослідної лабораторії космічних променів.
У 1950 році запрошений угорським урядом повернутися на батьківщину в Будапешт — не тільки з міркувань обіцяних широких наукових можливостей, але і за сімейними обставинами: його мати і вітчим вже повернулися туди з еміграції з Москви.
Яноші став професором університету в Будапешті, він був першим завідувачем кафедри ядерної фізики Університету імені Лоранда Етвеша (1957—1970). Крім того, йому доручили посаду завідувача кафедри космічного випромінювання в Центральному інституті фізичних досліджень (Центральному науково-дослідному інституті фізики, KFKI) Угорської АН, заснованому в тому ж 1950 році. Був призначений заступником директора інституту (1950—1956), а потім його директором (1956—1970). Він залишався дуже активним у науці, освіті та суспільному житті, був головою Комітету з атомної енергії Угорщини. Член Наукової ради Об'єднаного інституту ядерних досліджень (Дубна).
Його політична заангажованість визначалася членством в Угорській соціалістичній робітничій партії, членом Центрального комітету якої він був з 1962 року до своєї смерті. Після придушення Угорського повстання 1956 року він використовував свій вплив, щоб захистити від репресій вітчима — Дьордя Лукача, який входив до уряду Імре Надя і сховався з ним у югославському посольстві під час вторгнення радянських військ. Яноші клопотав про його безпечне повернення в Угорщину з Румунії і навіть пропонував обрати того президентом Академії наук, щоб повернути угорським вченим довіру до партії і Революційного робітничо-селянського уряду Яноша Кадара.

## Наукові досягнення
На початку своєї кар'єри в Німеччині, Англії і Ірландії, Яноші був зосереджений на вивченні космічних променів. З його ім'ям пов'язаний розвиток детектора збігу Гейгера-Мюллера, застосованого до вторинних компонентів космічних променів, породжуваних у верхніх шарах атмосфери (мезонів, таких як каони, мюони, гамма-промені). Він продемонстрував, як первинні космічні промені, стикаючись з атмосферою Землі, створюють вторинні проникливі зливи, що збігають до поверхні Землі (1940—1941).
З раннього віку його цікавили математичні та статистичні аспекти фізичного аналізу, зокрема, що стосувалися застосування теорії ймовірності і матаналізу до результатів експериментальних досліджень в ядерній фізиці та фізиці елементарних частинок. Розробляючи статистичні методи обробки результатів вимірювань, під час свого перебування в Дубліні він завершив свою класичну монографію про космічні промені (1948) і опублікував важливі монографії про проникливі зливи частинок (1950), в яких представив для теорії випадкових точкових процесів густину ймовірності, названу на його честь густиною Яноші
До 1950-х років найважливішою галуззю у фізиці високоенергетичних частинок було дослідження космічного випромінювання. Але з появою великих прискорювачів частинок Яноші переорієнтувався на теоретичні проблеми квантової механіки, корпускулярно-хвильового дуалізму і теорії відносності.
В останні півтора десятиліття своєї теоретичної діяльності займався гідродинамічною моделлю квантової механіки і проблемами інтерпретації теорії відносності. Виходячи з перетворень Лоренца і марксистської філософії діалектичного матеріалізму, він намагався дати відмінну від ейнштейнівської основу спеціальної теорії відносності, що викликала дискусії в наукових колах. З 1953 року і до смерті був співредактором Угорського фізичного журналу (Magyar Fizikai Folyóirat). Також входив до редколегії Acta Physica Hungarica, Magyar Tudomány і Foundations of Physics.

## Членство і нагороди
Член (1950) і віце-президент (1961—1973) Угорської Академії наук, член Болгарської академії наук (1961), Ірландської королівської академії (1949), Монгольської академії наук і Академії наук Німецької Демократичної Республіки (1954).
Відзначений премією Кошута (1951); академічною золотою медаллю (1972). Заступник голови Фізичного товариства імені Етвеша (1950—1969). З 1966 до своєї смерті — президент Асоціації угорських філателістів.
Фізичне товариство імені Етвеша в 1994 році заснувало премію Лайоша Яноші за визначні дослідження в галузі теоретичної та експериментальної фізики.